# Ochodaeus decoratus
Ochodaeus decoratus» es una especie de coleóptero de la familia Ochodaeidae.

## Distribución geográfica
Habita en Penang (Malasia).